# تري أيس
株式会社トライエース  
 tri-Ace 

تري أيس (بالإنجليزية: tri-Ace) هي شركة يابانية مطورة لألعاب الفيديو، تأسست عام 1995.
من أشهر ألعابها : ستار أوشن

## عناوين الألعاب

### سوبر نينتندو
- ستار أوشن: الإصدار في 1996

### بلاي ستيشن
- Star Ocean: The Second Story: الإصدار في 1999
- Valkyrie Profile: الإصدار في 2000

### جيم بوي كولر
- Star Ocean: Blue Sphere: الإصدار في 2001

### بلاي ستيشن 2
- ستار أوشن: تيل ذا إند أوف تايم: الإصدار في 2004
- حكايا رادياتا: الإصدار في 2005
- Valkyrie Profile 2: Silmeria: الإصدار في 2006

### نينتندو دي إس
- Valkyrie Profile: Covenant of the Plume: الإصدار في 2008

### إكس بوكس 360
- إنفنت أندسكفري: الإصدار في 2008
- ستار أوشن: ذا لاست هوب: الإصدار في 2009
- صدى القدر: الإصدار في 2010

### بلاي ستيشن 3
- صدى القدر:الإصدار في 2010
- ستار أوشن: ذا لاست هوب: الإصدار في 2010

### بلاي ستيشن بورتبل
- Frontier Gate: الإصدار في 2011

### نينتندو 3دي إس
- Beyond the Labyrinth: الإصدار في 2011